# Tantilla brevicauda
Tantilla brevicauda är en ormart som beskrevs av Mertens 1952. Tantilla brevicauda ingår i släktet Tantilla och familjen snokar.
Inga underarter finns listade i Catalogue of Life.
Arten förekommer i El Salvador och i sydvästra Guatemala. Den vistas i låga bergstrakter mellan 750 och 1510 meter över havet. Tantilla brevicauda lever i fuktiga skogar och den besöker troligen kaffeodlingar. Individerna är dagaktiva och de gräver tidvis i marken. Honor lägger ägg.
För beståndet är inga hot kända. IUCN listar arten som livskraftig (LC).